# Over Top
Over Top est un jeu vidéo de course développé par ADK et édité par SNK en 1996 sur Neo-Geo MVS, Neo-Geo AES et sur Neo-Geo CD (NGM 212),,.